# Старочамзинское сельское поселение
Старочамзинское се́льское поселе́ние — муниципальное образование в Большеигнатовском районе Мордовии Российской Федерации.
Административный центр — село Старое Чамзино.

## История
Статус и границы сельского поселения установлены Законом Республики Мордовия от 1 декабря 2004 года № 96-З «Об установлении границ муниципальных образований Большеигнатовского муниципального района, Большеигнатовского муниципального района и наделении их статусом сельского поселения и муниципального района».
Законом от 19 мая 2020 года, в Спасское сельское поселение (сельсовет) были включены все населённые пункты упразднённого Спасского сельского поселения (сельсовета).

## Население
| 2002 | 2010 | 2012 | 2013 | 2014 | 2015 | 2016 |
| ---- | ---- | ---- | ---- | ---- | ---- | ---- |
| 505  | ↘502 | ↘474 | ↘463 | ↘455 | ↘449 | ↗458 |
| 2017 | 2018 | 2019 | 2020 | 2021 |      |      |
| ↘436 | ↗456 | ↘444 | ↘436 | ↗991 |      |      |

## Состав сельского поселения
| № | Населённый пункт | Тип населённого пункта | Население |
| - | ---------------- | ---------------------- | --------- |
| 1 | Коммунар         | посёлок                | ↘9        |
| 2 | Старое Чамзино   | село                   | ↘493      |
| 3 | Аржадеево        | село                   | ↘176      |
| 4 | Атяшево          | село                   | ↘248      |
| 5 | Моревка          | село                   | ↘111      |
| 6 | Спасское         | село                   | ↘233      |